# علم المختبرات السريرية

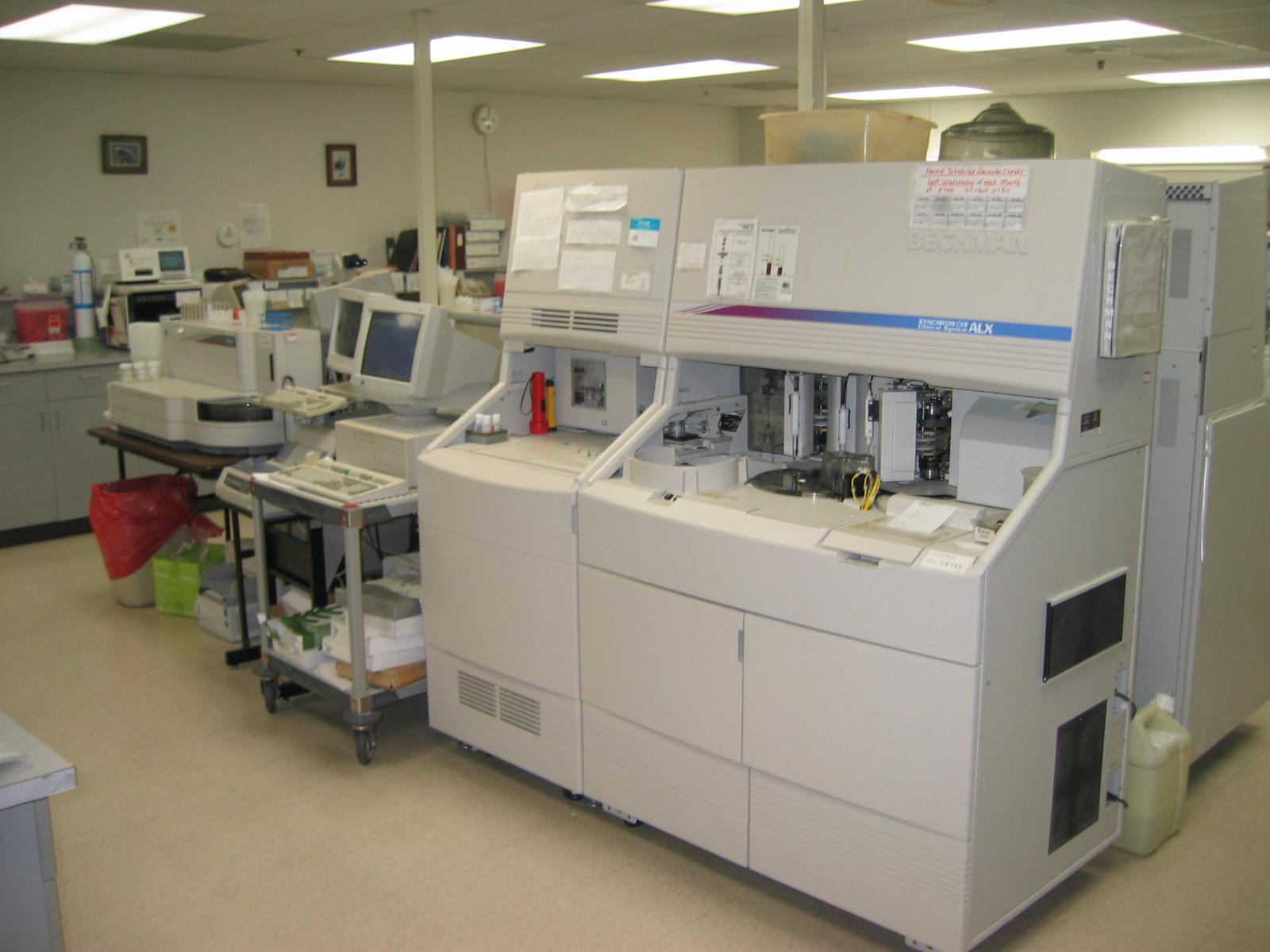
صورة لمختبر تحليل، وبعض الأجهزة المستخدمة فيه.

التحاليل الطبية أو المختبرات الطبية (تعرف أيضا بالمختبرات الإكلينيكية) هو مختبر يقوم عادة بإجراء الفحوص على العينات السريرية للحصول على معلومات عن صحة المريض كجزء من التشخيص والعلاج والوقاية من الأمراض.

## الأقسام

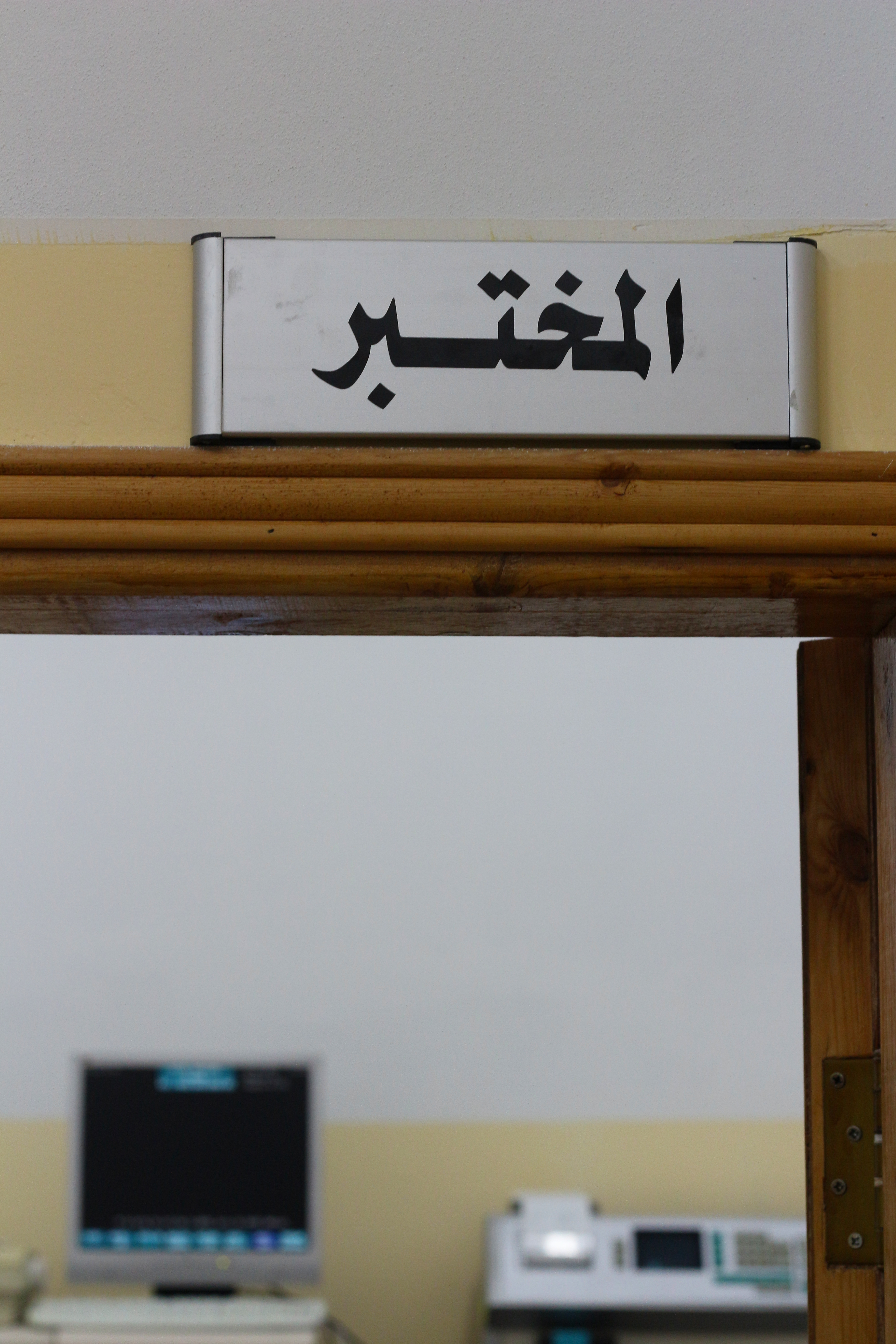
مُختبر طبي في مخيم الفوار في فلسطين.

طب المختبرات ينقسم في العموم إلى شقين، كل واحد منهما يتشعب إلى عدة وحدات. هذان الشقان هما:
- علم الأمراض التشريحي: والوحدات التي يتضمنها هذا الشق هي علم أمراض الأنسجة، وعلم أمراض الخلية، علم الأمراض، وقسم المجاهر الإلكترونية. تُدرس كل وحدة من هذه الوحدات مستقلة في منهج أكاديمي. وينضم لهذا الشق كذلك مناهج أخرى تشمل التشريح، ووظائف الأعضاء (الفيزيولوجيا)، وعلم الأنسجة، وعلم الأمراض، وعلم علل الوظائف (أمراض الفيزيولوجيا).
- الأمراض السريرية، الذي يشمل:
  - الأحياء الدقيقة السريرية (الميكروبايولوجي الطبي): وهذا يحوي خمسة وحدات كل وحدة علم بذاته. وتشمل علوم البكتيريا، والفيروسات، والطفيليات، والمناعة، والفطريات.
  - الكيمياء السريرية (الإكلينيكية): الوحدات التابعة له تشمل التحليل الآلي لمكونات الدم، والإنزيمات، والسموم، والغدد الصماء.
  - علم الدم: هذا القسم يشمل التحليل اليدوي وكذلك التحليل الآلي لخلايا الدم، ويندرج تحته قسمان علم التخثر، وبنك الدم.
  - الجينات تُدرس أيضا في تخصص المختبرات ولها أقسام مخبرية منها الجينات الخلوية.
  - علم أحياء التناسل: تحليل المني، بنك الحيوانات المنوية، وتقنيات دعم التناسل (للأزواج الذين يجدون صعوبة في نجاح الحمل)
- علم الأحياء الدقيقة الطبية يعنى بدراسة الأحياء الدقيقة المسببة للأمراض، حيث يتعرف الطلاب على طرق العزل والتعرف على هذه الميكروبات من أجل تشخيص الإصابة ومعالجتها بشكل سليم.
- أما في علم الكيمياء الحيوية الإكلينيكية فيتعرفون على طرق قياس ومراقبة التغيرات التي تطرأ على جسم الإنسان في حالة المرض.
- أما الأمراض التي تصيب كريات الدم الحمراء والبيضاء والصفائح الدموية كالأنيميا واللوكيميا فهي موضوع الدراسة في علم أمراض الدم. كما أن علم نقل الدم معني بالطرق الآمنة لنقل الدم ومكوناته من المتبرعين بالدم إلى المحتاجين إليه.
- أما علم الأنسجة والخلايا المرضية فيدرس التغيرات التي تطرأ على الأنسجة وعلى الخلايا في حالة المرض.

كما تتفرع عن المسارات الأربع أعلاه مقررات أكثر تخصصاً يدرسها الطلاب أثناء تقدمهم في الخطة، فعلم الأحياء الدقيقة يتفرع بطبيعته إلى عدة تخصصات كعلم الفيروسات، وعلم البكتيريا، وعلم الطفيليات، وعلم الفطريات. أما علم المناعة -والذي غدا تخصصاً منفصلاً عن الأحياء الدقيقة- فيعنى بدراسة الجهاز المناعي واستجاباته المختلفة.
أما التشخيص الجزيئي فيعد أحدث تقدم في مجال تشخيص الأمراض، حيث تكشف تقنيات البيولوجيا الجزيئية عن الجينات المسببة للأمراض في أنسجة وخلايا وسوائل الجسم، كما تكشف التركيب الوراثي في حالات مرضية معينة.

## طاقم المختبر الطبي
طاقم المختبر السريري يشمل: علماء المختبرات الطبية (دكاترة الطب الحيوي - العلماء الطبيون - التكنولوجيون الطبيون) يجدون صعوبة في شغل وظائف أخصائي مختبرات طبية في المستشفيات والمختبرات الإكلينيكية الحكومية والخاصة، حيث يتخصص أغلبهم -على رأس العمل- في إحدى تخصصات المختبرات الطبية حيث تتطلب البرامج الصحية وجود متخصصين للقيام بالمهام المخبرية والميدانية في مجال مكافحة الأمراض المعدية وبرامج الوبائيات. كما يتطلع العديد من الخريجين لإكمال دراساتهم العليا لنيل درجتي الماجستير والدكتوراه ويتوجه أغلبهم لإدارة وفتح معامل خاصة بهم وقد يعملوا في مجال الأبحاث أو الانضمام إلى السلك الأكاديمي في مختلف المؤسسات التعليمية.

## التقنيات
التقنيات المختبرية هي مجموعة من الإجراءات المستخدمة في العلوم الطبيعية مثل الكيمياء والأحياء والفيزياء من أجل إجراء تجربة حسب منهج علمي في حين أن بعضها يستلزم استخدام معدات مختبرية خاصة كالأواني الزجاجية والأجهزة الكهربائية.

## متطلبات العمل
تتطلب وظيفة أخصائي المختبرات الطبية الحصول على بكالوريوس في علوم المختبرات الطبية أو العلوم الحيوية الطبية.